# Batalla de Bornhöved (1227)
La Batalla de Bornhöved (1227) se libró el 22 de julio de 1227 cerca de Bornhöved en Holstein. El conde Adolf IV de Schauenburg y Holstein, al frente de un ejército formado por tropas de las ciudades de Lübeck y Hamburgo, unos 1000 dithmarsianos y fuerzas combinadas de Holstein junto a varios nobles alemanes del norte, derrotó al rey Valdemar II de Dinamarca y al güelfo Otón el Niño.

## Antecedentes

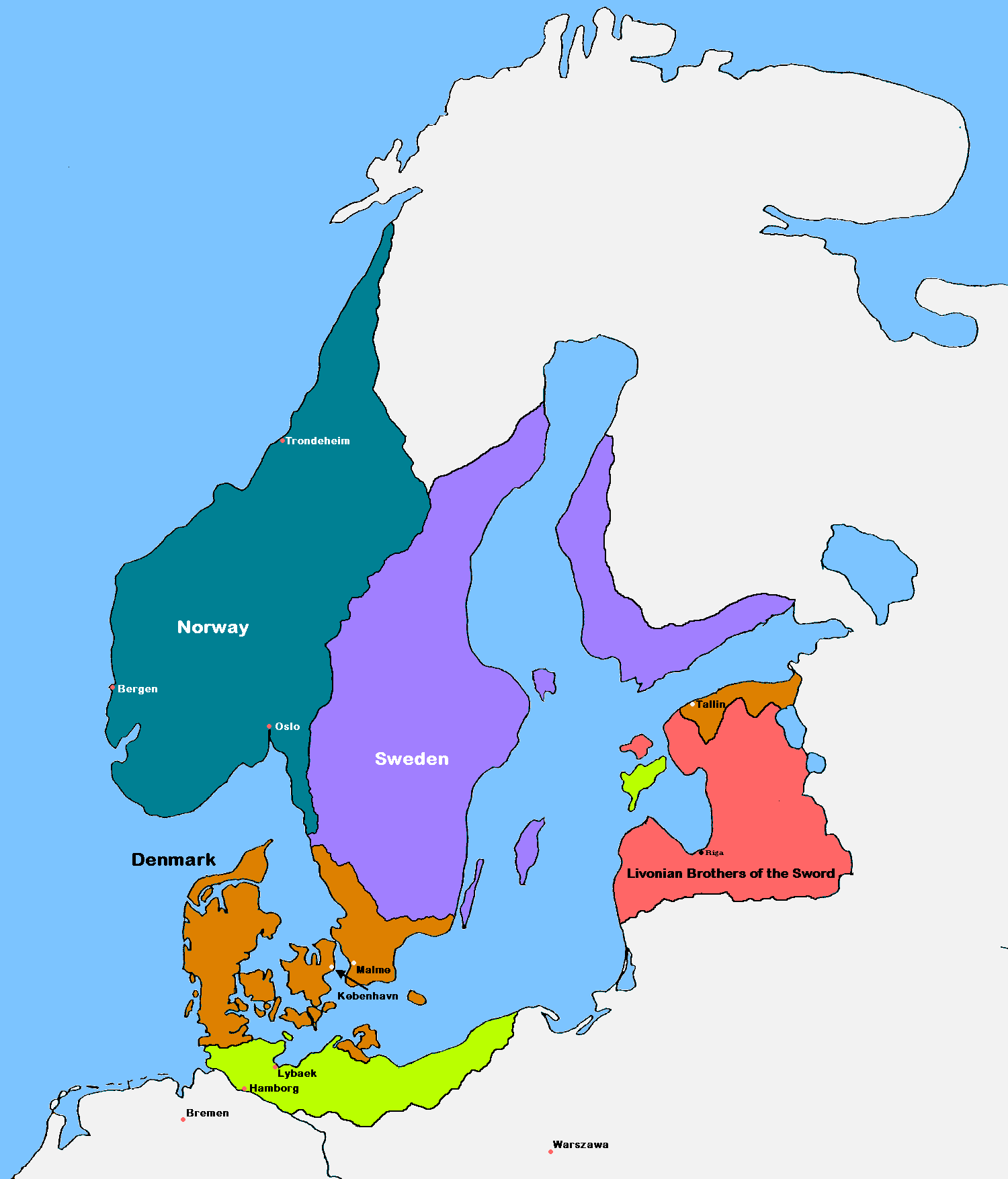
Escandinavia en el año 1219: en verde, los territorios ocupados por los daneses.

Valdemar y su predecesor, el rey Canuto VI de Dinamarca, habían conquistado previamente Holstein, Mecklemburgo, Hamburgo, Lübeck (1202), Ratzeburg y la costa de Pomerania, incluida la isla de Rügen.

## La batalla
Los contendientes de ambos lados mostraron gran firmeza y la pelea duró más de lo usual. La carnicería fue tan grande que se dice que la sangre llegaba hasta las rodillas de los combatientes. Al rey de Dinamarca le hirieron uno de sus ojos y le mataron varios caballos, pero sus tropas y sus aliados lucharon con tanta valentía que la victoria habría sido suya si el contingente de Dithmarschen, un grupo étnico sajón, no hubiera abandonado sus filas. En el momento más crítico de la acción, estas tropas se pasaron al enemigo y los daneses se vieron obligados a ceder. En la confusión que siguió Otón I, el duque de Brunswick-Luneburgo y el obispo de Ribe fueron hechos prisioneros. Otón fue llevado a Rostock, la capital de un señorío en poder de Mecklemburgo, donde fue encerrado en una fortaleza. Pero el Rey de Dinamarca, que escapó del campo de batalla, se ocupó de reparar este desastre formando un nuevo ejército, con el cual mantuvo a raya al enemigo.

## Resultado
Como resultado de la batalla, la frontera danesa con el Sacro Imperio Romano Germánico se trasladó nuevamente al norte, desde el río Elba hasta el río Eider, la frontera sur del ducado de Schleswig. Esta frontera permaneció vigente hasta 1806. El victorioso Adolf IV de Schauenburg recuperó el condado de Holstein y su compañero vencedor Albert I, duque de Sajonia, se reafirmó como señor de los condes de Schauenburg y Holstein contra las reclamaciones de los Güelfos. Dithmarschen se sacudió la supremacía danesa y regresó a un señorío muy débil por el Príncipe-Arzobispo de Bremen, allanando el camino para su autonomía de facto como república campesina hasta 1559. El Principado de Rügen fue la única posesión en el Sacro Imperio Romano Germánico que le quedó a Valdemar después de la batalla.